# Matas Vytautas Gutauskas
Matas Vytautas Gutauskas (*  30. Juli 1937 in Gilbietis, Rajongemeinde Lazdijai) ist ein litauischer Ingenieur und Werkstoffwissenschaftler, Professor für Leichtindustrie.

## Leben
Nach dem Abitur an der Mittelschule absolvierte er 1961 das Diplomstudium in Kaunas. 1978 promovierte er und 1979 habilitierte er über Textilien am Kauno politechnikos institutas. 
Ab 1961 lehrte er am KPI und ab 1990 an der Kauno technologijos universitetas. Von 1970 bis 1972 war er Leiter des Lehrstuhls für Technologie der Haut- und Textilproduktion. Ab 1981 lehrte er als Professor.
2008 wurde Träger von Lietuvos mokslo premija für die Arbeiten zum Thema „Pluoštinių polimerų eksploatacinio stabilumo vertinimo sistemos sukūrimas ir taikymas“ von 1967 bis 2006.

## Bibliografie
- Siuvinių medžiagos, vadovėlis, Mitautor, 1972; 2. Auflage 1980
- Siuvimo pramonės įrenginiai, vadovėlis, 1986
- Techninės kūrybos pagrindai, vadovėlis, 1996